# Trzciany (województwo mazowieckie)
Trzciany – wieś sołecka w Polsce, położona w województwie mazowieckim, w powiecie legionowskim, w gminie Jabłonna.
Prywatna wieś szlachecka, położona w Księstwie Mazowieckim, w 1739 roku należała do klucza Nowy Dwór Lubomirskich. W latach 1975–1998 miejscowość położona była w województwie warszawskim.

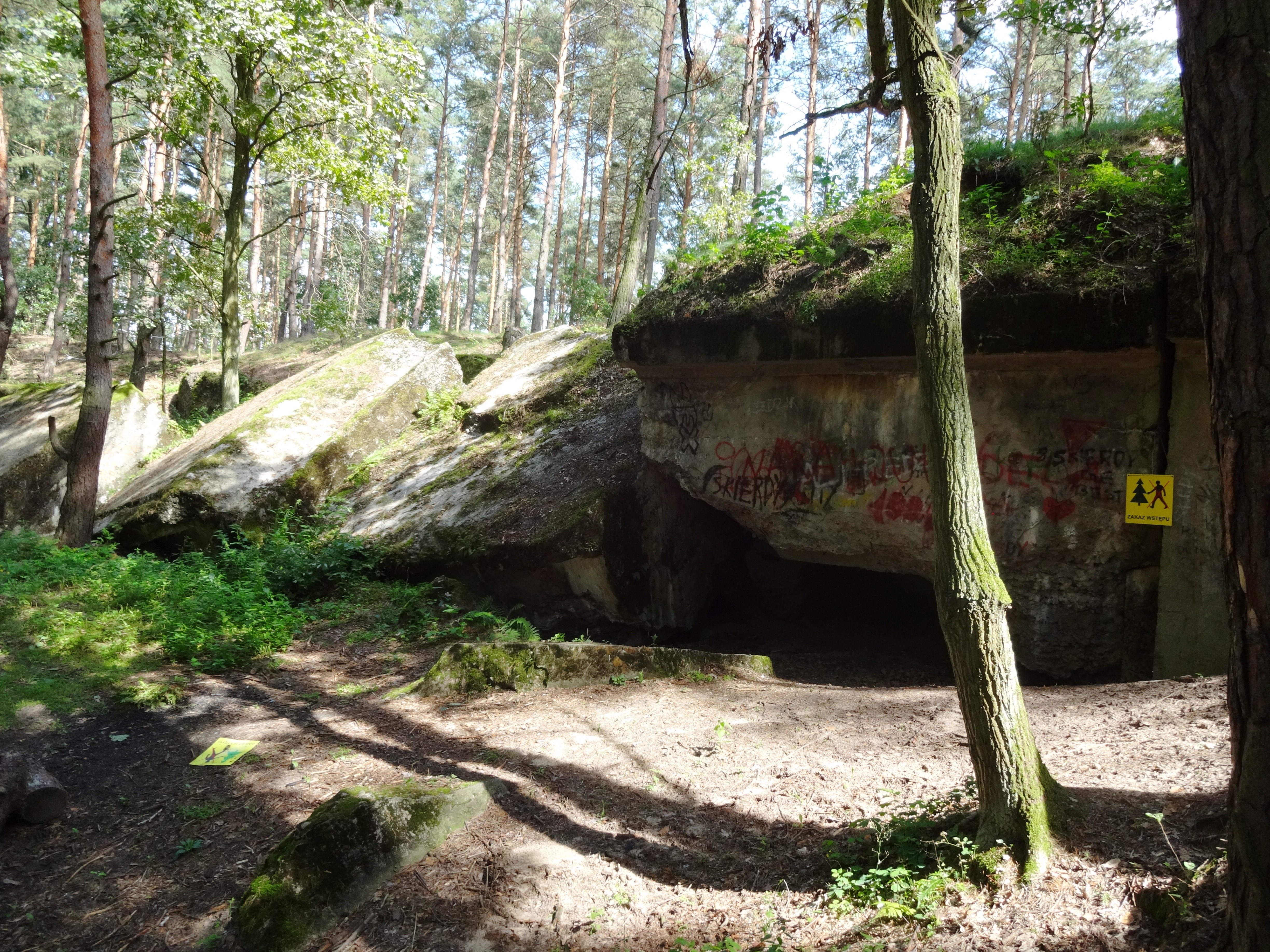
Ruiny fortu Dzieło D-10

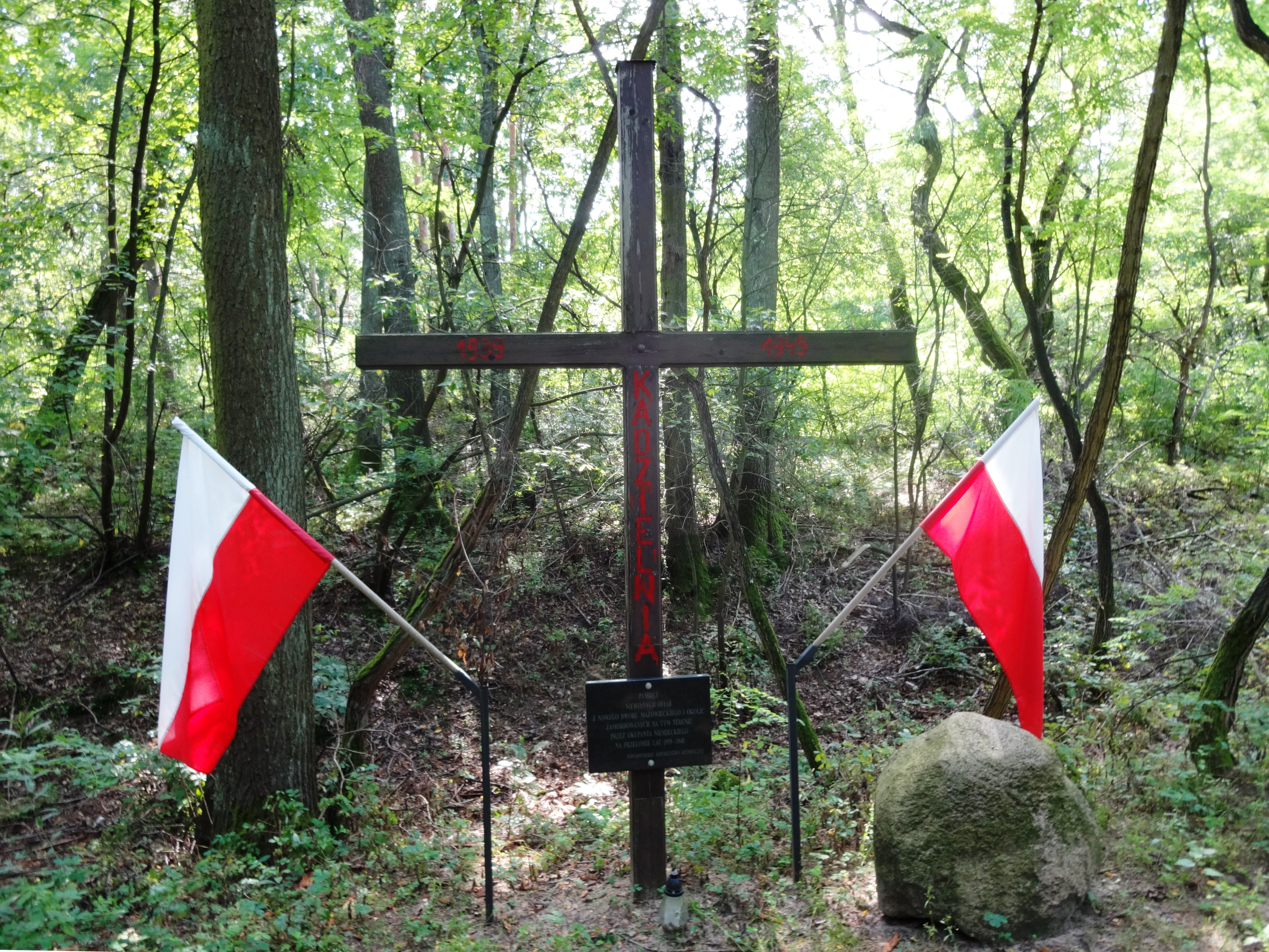
Krzyż w uroczysku Kadzielnia

Na terenie wsi, w lesie znajdują się fortyfikacje carskie – Dzieło D-10 Twierdzy Modlin.
W czasie II wojny światowej w Trzcianach znajdowała się granica między Generalnym Gubernatorstwem a III Rzeszą (biegła od zachodu od Skierd i dalej na wschód przez Krubin, Topolinę, a następnie wzdłuż rzeki Narwi).
Na przełomie lat 1939/1940 Niemcy zamordowali w uroczysku Kadzielnia na terenie wsi (w lesie, w północno-zachodniej części wsi, tuż przy granicy z Janówkiem Drugim) grupę mieszkańców Nowego Dworu Mazowieckiego i okolic, o czym świadczy krzyż stojący na skraju lasu uroczyska.
Wierni Kościoła rzymskokatolickiego należą do parafii św. Andrzeja Boboli w Rajszewie.